# The Atlantic

The Atlantic je američki magazin i multiplatformski izdavač sa sedištem u Vašingtonu, DC. On sadrži članke o politici, spoljnim poslovima, biznisu i ekonomiji, kulturi i umetnosti, tehnologiji i nauci.
Časopis je osnovan je 1857. u Bostonu kao The Atlantic Monthly, književni i kulturni časopis koji je objavljivao komentare vodećih pisaca o obrazovanju, ukidanju ropstva i drugim važnim političkim pitanjima tog vremena. Njegovi osnivači su bili Frensis H. Andervud i istaknuti pisci Ralf Voldo Emerson, Oliver Vendel Holms stariji, Henri Vodsvort Longfelou, Harijet Bičer Stou i Džon Grinlif Vitijer. Džejms Rasel Louel je bio njegov prvi urednik. Pored toga, The Atlantic Monthly Almanac je bio godišnji almanah objavljen za čitaoce Atlantic Monthly tokom 19. i 20. veka. Promena imena nije zvanično najavljena kada je format prvi put promenjen sa strogog mesečnog (koji se pojavljuje 12 puta godišnje) na nešto nižu frekvenciju. Bio je mesečnik 144 godine do 2001, kada je objavio 11 brojeva; objavljivao je 10 brojeva godišnje od 2003. Uklonjeno je „Mesečni“ sa naslovnice počevši od izdanja za januar/februar 2004. i zvanično je promenio naziv 2007. godine.
Nakon što je iskusio finansijske teškoće i prošao kroz nekoliko vlasničkih promena krajem 20. veka, časopis je kupio biznismen Dejvid G. Bredli, koji ga je preoblikovao u opšti uređivački časopis prvenstveno namenjen ozbiljnim nacionalnim čitaocima i „misaonim liderima“. Godine 2016, časopis je proglašen za časopis godine od strane Američkog društva urednika časopisa. U julu 2017. Bredli je prodao većinski udeo u publikaciji Emerson kolektivu Loren Pauel Džobsa.
Njegovi pisci su 2022. godine osvojili Pulicerove nagrade, a 2022, 2023, i 2024. godine The Atlantic je osvojio nagradu za opštu izvrsnost od strane Američkog društva urednika časopisa.
Izvršna urednica veb stranice je Adrien Lafrans, glavni urednik je Džefri Goldberg, a izvršni direktor Nikolas Tompson. Časopis izlazi 10 puta godišnje. Godine 2024, objavljeno je da je časopis prešao milion pretplatnika i postao profitabilan nakon što je, tri godine ranije, gubio dvadeset miliona dolara godišnje i otpustio 17% svog osoblja.

## Spoljašnje veze
- Zvanični veb-sajt
- "A History of The Atlantic" (archived 23 October 1997)
- The Atlantic archival writings by topic
- Online archive of The Atlantic (earliest issues 1857 up to 2016) at the Internet Archive
- Hathi Trust. Atlantic Monthly digitized issues, 1857–1928, plus search of 1929–1963, 1971, and 1976 (partial)
- An early history of The Atlantic from The Literary Digest (1897)
- Atlantic Monthly records, at the University of Maryland libraries